# Чёрная (приток Полуденного Кондаса)
Чёрная — река в России, протекает в Усольском районе Пермского края. Устье реки находится в 66 км по левому берегу реки Полуденный Кондас. Длина реки составляет 31 км.
Река берёт исток на Верхнекамской возвышенности на границе Усольского и Кудымкарского районов в 10 км к северо-востоку от посёлка Каменка. Река течёт на юго-восток, всё течение проходит по ненаселённому, заболоченному лесу. Притоки — Косая, Хмелёвка (все — левые). Впадает в Полуденный Кондас в 10 км к юго-западу от посёлка Шемейный.

## Данные водного реестра
По данным государственного водного реестра России относится к Камскому бассейновому округу, водохозяйственный участок реки — Кама от города Березники до Камского гидроузла, без реки Косьва (от истока до Широковского гидроузла), Чусовая и Сылва, речной подбассейн реки — бассейны притоков Камы до впадения Белой. Речной бассейн реки — Кама.
По данным геоинформационной системы водохозяйственного районирования территории РФ, подготовленной Федеральным агентством водных ресурсов:
- Код водного объекта в государственном водном реестре — 10010100912111100007659
- Код по гидрологической изученности (ГИ) — 111100765
- Код бассейна — 10.01.01.009
- Номер тома по ГИ — 11
- Выпуск по ГИ — 1